# Jan Baptist Drubbel
Jan Baptist Drubbel (Oostakker, 27 december 1770 - aldaar, 17 augustus 1849) was een Belgisch politicus.
Hij was notaris, handelaar en herbergier van beroep.
Hij was de vader van volksvertegenwoordiger Louis Drubbel en grootvader van Caroline Drubbel, vrouw van minister van justitie Victor Begerem. Het echtpaar Begerem-Drubbel had onder meer als dochter Marie Elisabeth Barbe Begerem (1882-1967), die trouwde met Ludovic Fraeys de Veubeke (1882-1952). Het echtpaar Fraeys-Begerem had twee zoons en twee dochters, onder wie jonkvrouw Marie Elisabeth Gabrielle Fraeys de Veubeke (1907-1986), die trouwde met baron Albert Forgeur (1904-1973). 
Hij was ook broer van Pieter Frans Drubbel, notaris en burgemeester van Oostakker.